# 참느릅나무
참느릅나무는 장미목 느릅나무과의 나무이다. 학명은 Ulmus parvifolia이다.
겨울에 잎이 지는 큰키나무다. 중국, 한국, 일본, 베트남 원산이다. 키는 10~18m 정도까지 자라며 한반도에서는 경기도 이남에서 자란다. 나무껍질이 회갈색이며 비늘처럼 벗겨진다. 잎은 길이2~5cm 로 느릅나무보다 작고 두껍다. 어긋나고 긴 타원 모양이며 끝이 뾰족하고 가장자리에 톱니가 있다. 잎 앞면은 광택이 나고 뒷면은 잎맥이 튀어나온다. 다른 느릅나무속 나무들과 달리 9월에 꽃이 피는데, 어린 가지의 잎겨드랑이에서 자잘한 황갈색 꽃이 모여 핀다. 열매는 꽃이 핀 뒤 한 달만인 10월에 여무는데 타원 모양이며 납작하고 가장자리가 날개이며 한가운데에 씨가 있다.

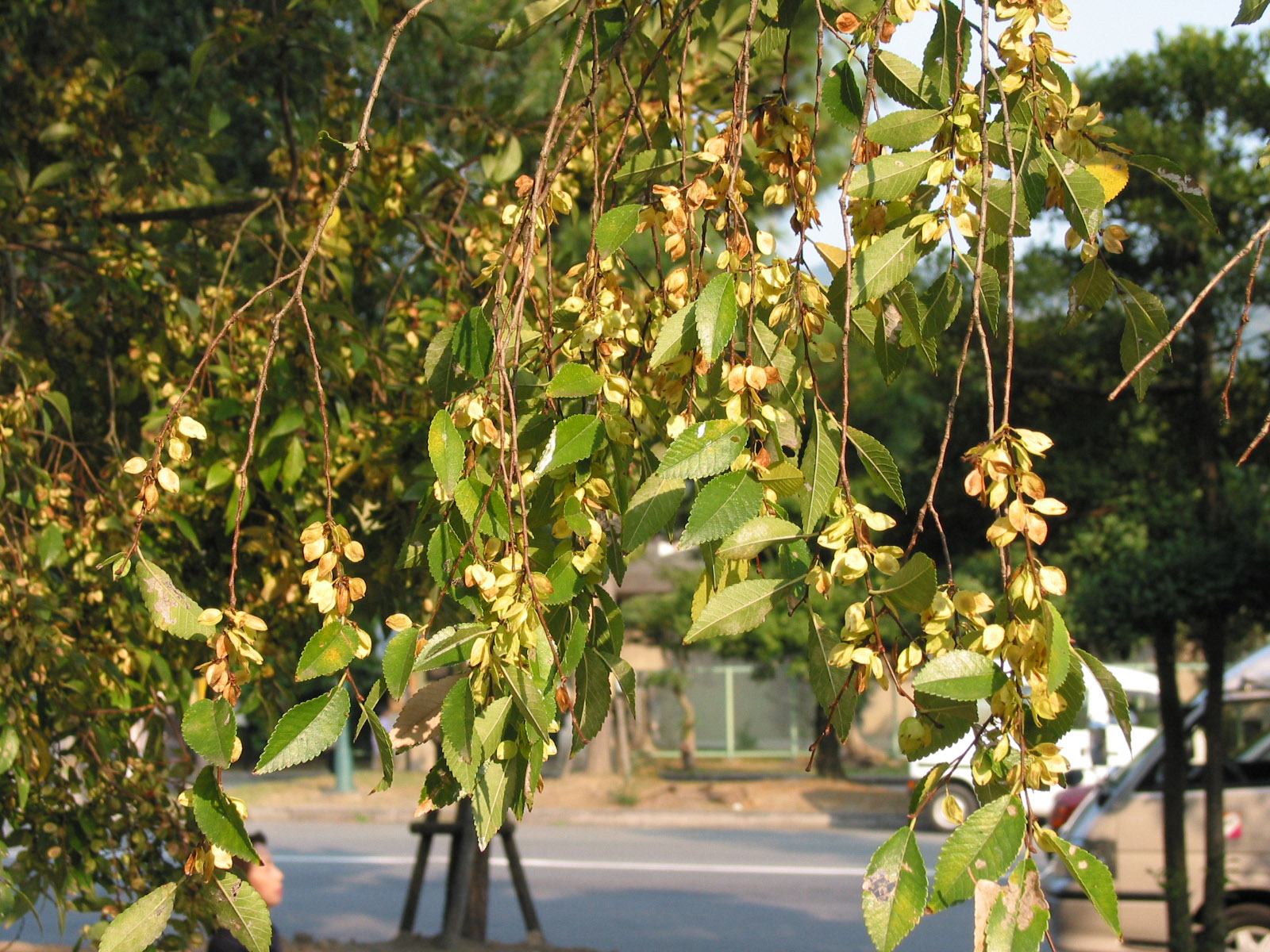
잎과 열매

## 참고자료
- 《조경수목 핸드북》(광일문화사, 2000) ISBN 89-85243-25-X
- 《나무 쉽게 찾기》(진선출판사, 2004) ISBN 978-89-7221-414-4